# 细叶野豌豆
细叶野豌豆（学名：Vicia tenuifolia）为豆科野豌豆属的植物。分布于日本、欧洲以及中国大陆的新疆等地，生长于海拔1,000米至2,050米的地区，常生于坡地、草甸、干旱草原或林中，目前已由人工引种栽培。

## 别名
黑子野豌豆（新疆）、三齿草藤（甘肃）